# 在日向坂見面吧
《在日向坂見面吧》（日语：／ hinatazaka de aimashō */?；或譯為在日向坂相會吧）是日本女子偶像團體日向坂46的冠名節目，於2019年4月8日起日本時間每週日25時5分至25時35分（即週一上午1時5分至上午1時35分）在東京電視台播出。主持人為搞笑二人組奧黛麗。

## 概要
該節目為隨著平假名櫸坂46改名為日向坂46之後，取代《平假名推》播出的全新冠名節目，於2019年4月8日在東京電視台首播，主持人則與《平假名推》同樣由奧黛麗擔任。
相比《平假名推》，本節目除了在關東地區繼續播放之外，還首次擴大了播放地區。在新潟縣的TV新潟放送網、富山縣的鬱金香電視台、青森縣的青森電視台以及宮崎縣的宮崎放送均有播放。前面三者均是取代NGT48已經結束的冠名節目《NGT48的新潟朋友！》的空缺。
基本上，若林的评论用紫色显示，春日的评论用红色显示，日向坂46成员用天蓝色显示。屏幕的右下角的注释字幕中包括了近期日向坂46成员或奥黛丽在其他节目中的发言，以及对节目内容的吐槽等。
該節目雖然在深夜播出，但因日向坂46成員們的各種綜藝表現、以及與奧黛麗擦出的火花，在日本電視業界也有一定的討論度，甚至成為娛樂雜誌《B.L.T.》2020年9月號的封面專題。
2021年4月19日開始，本節目播出後會在次日（即星期一）的日本時間下午4點起在串流平台『光TV』和『dTV Channel』上架新集數，但有關服務只在日本提供。與此同時，本節目在新潟縣、富山縣、青森縣以及宮崎縣的播出均在同年3月底結束，並再次恢復只在關東區域播出。

## 演出者

### 目前的演出者
- MC（主持人）
  - 奧黛麗（若林正恭、春日俊彰）
- 日向坂46：
  - 1期生 : 潮紗理菜、加藤史帆、齊藤京子、佐佐木久美、佐佐木美玲、高瀨愛奈、高本彩花、東村芽依
  - 2期生 : 金村美玖、河田陽菜、小坂菜緒、富田鈴花、丹生明里、濱岸日和、松田好花
  - 3期生 : 上村日菜乃、高橋未來虹、森本茉莉、山口陽世
  - 4期生 : 石塚瑤季、小西夏菜實、清水理央、正源司陽子、竹內希來里、平尾帆夏、平岡海月、藤嶌果步、宮地堇、山下葉留花、渡邊莉奈

### 過去的出演者
- 日向坂46
  - 柿崎芽實[1]、井口真緒[2]、渡邊美穗、宮田愛萌、影山優佳、岸帆夏

### 其他演出者
- 濱谷健司（搞笑二人組HAMAKA-N（日语：ハマカーン）成員） - 第11、12、13、33、34集擔任客席主持
- 心動露營（日语：どきどきキャンプ）（搞笑二人組） - 第14、15集
  - 佐藤滿春（日语：佐藤満春） - 第25、30、44、74、75、108、109、110集
- 頃安祐良（日语：頃安祐良） - 第24、25集
- 河野俊嗣（宮崎縣知事） - 第30集
- 日向坂棒球部特別應援團
  - 宫崎犬（日语：みやざき犬） - 第30集
- 田中卓志（日语：田中卓志）（搞笑二人組ungirls（日语：アンガールズ）成員） - 第87、88、89、97、98集

## 集數列表
| 2019年 | 2019年   | 2019年                                                   | 2019年                    | 2019年 |
| 集數   | 播放日   | 内容                                                     | 演播室Live                |        |
| ------ | -------- | -------------------------------------------------------- | ------------------------- | ------ |
| 1      | 04月08日 | 日向坂46年表 （）                                        | -                         |        |
| 2      | 04月15日 | 日向坂46年表 （）                                        | -                         |        |
| 3      | 04月22日 | 出演廣播學習 （）                                        | 《悸動草》                |        |
| 4      | 04月29日 | 出演廣播學習 （）                                        | 《滑到耳邊的淚水》        |        |
| 5      | 05月06日 | 裝飾便當選手權 （春の行楽シーズン! キュンとしちゃう デコ弁選手権）                                      | 《如果沉默是愛》          |        |
| 6      | 05月13日 | 春日要認真地請客了 （）                                  | -                         |        |
| 7      | 05月20日 | 春日要認真地請客了 （）                                  | -                         |        |
| 8      | 05月27日 | 日向坂成員妄想未來年表第2期 （日向坂46　妄想みらいヒストリー・エピソード2）                         | -                         |        |
| 9      | 06月10日 | 發掘成員意外的一面 （）                                  | -                         |        |
| 10     | 06月17日 | 發掘成員意外的一面 （）                                  | -                         |        |
| 11     | 06月24日 | 日向坂46獎勵外景bbq巴士旅行 （）                         | -                         |        |
| 12     | 07月01日 | 日向坂46獎勵外景bbq巴士旅行 （）                         | -                         |        |
| 13     | 07月08日 | 日向坂46獎勵外景bbq巴士旅行 （）                         | -                         |        |
| 14     | 07月15日 | 第2张单曲發售大賣祈願！ （）                             | -                         |        |
| 15     | 07月22日 | 第2张单曲發售大賣祈願！ （）                             | -                         |        |
| 16     | 07月29日 | 日向坂46一起來製作最新的成員關係圖吧 （日向坂46 最新メンバー相関図を作ろう!）                | 《Do Re Mi Sol La Si Do》 |        |
| 17     | 08月05日 | 逗笑丹生 日向坂46模仿大獎賽 前篇 （ちゃんにぶ極限バトル! ザ・ニブモネア!）                    | 《狐狸》                  |        |
| 18     | 08月12日 | 逗笑丹生 日向坂46模仿大獎賽 後篇 柿崎芽實畢業式 （柿崎芽実卒業式）     | 《礙事的溫柔》            |        |
| 19     | 08月19日 | 目標始球式 日向坂棒球部的奇蹟 （）                       | 《Cage》                  |        |
| 20     | 08月26日 | 目標始球式 日向坂棒球部的奇蹟 （）                       | -                         |        |
| 21     | 09月02日 | 趁現在來暫時決定一下誰是日向坂臨場反應女王吧 （）        | -                         |        |
| 22     | 09月09日 | 趁現在來暫時決定一下誰是日向坂臨場反應女王吧 （）        | -                         |        |
| 23     | 09月16日 | 一個人很寂寞的若林生日 大家一起慶祝吧! （1人寂しい若ちゃんの誕生日をみんなでお祝いしよう!）              | -                         |        |
| 24     | 09月23日 | 三單祈願！一鏡到底PV攝影！ （）                          | -                         |        |
| 25     | 09月30日 | 三單祈願！一鏡到底PV攝影！ （）                          | -                         |        |
| 26     | 10月07日 | 再次瞄準始球式吧！日向坂棒球部的奇蹟！ （）              | -                         |        |
| 27     | 10月14日 | 再次瞄準始球式吧！日向坂棒球部的奇蹟！ （）              | -                         |        |
| 28     | 10月21日 | 更加瞄準始球式吧！日向坂棒球部的奇蹟 in 宮崎集訓 （）    | -                         |        |
| 29     | 10月28日 | 更加瞄準始球式吧！日向坂棒球部的奇蹟 in 宮崎集訓 （）    | -                         |        |
| 30     | 11月04日 | 更加瞄準始球式吧！日向坂棒球部的奇蹟 in 宮崎集訓 （）    | -                         |        |
| 31     | 11月11日 | 大量投訴！到了现在就说出来吧！ （）                      | 《如此喜歡你可以嗎？》    |        |
| 32     | 11月18日 | 大量投訴！到了现在就说出来吧！ （）                      | 《媽媽的洋裝》            |        |
| 33     | 11月25日 | 差不多該重新決定若林喜歡的成員了吧 （そろそろ若様のご贔屓メンバーを決め直しましょう）                  | -                         |        |
| 34     | 12月2日  | 差不多該重新決定若林喜歡的成員了吧 未公開場景大放送 （そろそろ若様のご贔屓メンバーを決め直しましょう   未公開シーン大放出） | 《不會吧 偶然…》          |        |
| 35     | 12月9日  | 能這麼說嗎 日向的告白 （）                               | -                         |        |
| 36     | 12月16日 | 能這麼說嗎 日向的告白 （）                               | -                         |        |
| 37     | 12月23日 | 時間也到了，來決定日向坂名言大獎吧！ （時期も時期だし日向坂名言大賞を決めましょう!!）                | -                         |        |

| 2020年 | 2020年   | 2020年                                                                                                | 2020年                                         | 2020年 |
| 集數   | 播放日   | 内容                                                                                                  | 演播室Live                                     |        |
| ------ | -------- | --- | ---------------------------------------------- | ------ |
| 38     | 1月6日   | 新春令人在意的初次夢境連環畫劇 來決定2020年的幸運女孩吧 （新春! 心ハラハラ初夢紙芝居 2020年ラッキーガールを決めましょう!）                                          | -                                              |        |
| 39     | 1月13日  | 新春令人在意的初次夢境連環畫劇 來決定2020年的幸運女孩吧 第4單選拔成員 （4thシングル選抜メンバー）                            | -                                              |        |
| 40     | 1月20日  | 讓我們回顧令和首组成年成員的前20年 （令和初の成人メンバーの20年を振り返りましょう）                                                               | -                                              |        |
| 41     | 1月27日  | 回歸的日向坂46之世界第一想上的課！ （）                                                               | 《My god》                                     |        |
| 42     | 2月3日   | 回歸的日向坂46之世界第一想上的課！ （）                                                               | 《曾告訴大家這是我最喜歡的小說書名卻想不起來》 |        |
| 43     | 2月10日  | 春日生日特別企劃！ 30分鐘滿載的丹生祭！ （春日バースデー特別企画!30分まるごと丹生祭り!）                                                          | 《才沒這回事呢》                               |        |
| 44     | 2月17日  | 4單大賣宣傳活動 为下不了决心的女子高中生加油吧！ （4thシングルヒットキャンペーン 一歩踏み出せない女子高生を元気付けましょう!）                                                 | -                                              |        |
| 45     | 2月24日  | 因為是小坂說的，所以讓大家一起來解說日向坂46第四張單曲的MV吧！ （こさかなが言うもんだから日向坂46 4thシングルのMV解説を皆でしましょう!）                                   | -                                              |        |
| 46     | 3月2日   | 回來的日向坂46的世界第一想上的課！延長戰 （帰ってきた日向坂46の世界一やりたい授業! 延長戦!）                                                         | 《為什麼》                                     |        |
| 47     | 3月9日   | 日向會 vs 日向吧 差不多該決定叫什麼了 暱稱統一比賽 （）                                               | 《青春之馬》                                   |        |
| 48     | 3月16日  | 日向會 vs 日向吧 差不多該決定叫什麼了 暱稱統一比賽 （）                                               | -                                              |        |
| 49     | 3月23日  | 祝出道一周年 發生過那種事吧 （）                                                                      | -                                              |        |
| 50     | 3月30日  | 祝出道一周年 發生過那種事吧 （）                                                                      | -                                              |        |
| 51     | 4月6日   | 上村日菜乃交到新朋友了 向大家介紹新三期生吧 （拝啓 若さん、ひなのに友達が出来たもんで、新3期生をみんなに紹介しましょう）                                                      | -                                              |        |
| 52     | 4月13日  | 奧黛麗桑，有想請你一定要過目的企劃 （）                                                               | -                                              |        |
| 53     | 4月20日  | 奧黛麗桑，有想請你一定要過目的企劃 （）                                                               | -                                              |        |
| 54     | 4月27日  | 奧黛麗桑，有想請你一定要過目的企劃 （）                                                               | -                                              |        |
| 55     | 5月4日   | 未公開SP 日向坂46剪辑女王決定戰 （）                                                                  | -                                              |        |
| 56     | 5月11日  | 未公開SP 日向坂46剪辑女王決定戰 （）                                                                  | -                                              |        |
| 57     | 5月18日  | 好想看！好想聽！好想說！用總集編來狂歡吧 （）                                                         | -                                              |        |
| 58     | 5月25日  | 好想看！好想聽！好想說！用總集編來狂歡吧 （）                                                         | -                                              |        |
| 59     | 6月1日   | 好想看！好想聽！好想說！用總集編來狂歡吧 （）                                                         | -                                              |        |
| 60     | 6月8日   | 好想看！好想聽！好想說！用總集編來狂歡吧 （）                                                         | -                                              |        |
| 61     | 6月15日  | 洗刷阿彩的笨蛋人設！遠距學力測驗 （）                                                                 | -                                              |        |
| 62     | 5月22日  | 洗刷阿彩的笨蛋人設！遠距學力測驗 （）                                                                 | -                                              |        |
| 63     | 6月29日  | 洗刷阿彩的笨蛋人設！遠距學力測驗 （）                                                                 | -                                              |        |
| 64     | 7月6日   | 洗刷阿彩的笨蛋人設！遠距學力測驗 （）                                                                 | -                                              |        |
| 65     | 7月13日  | 春日真命苦 歡迎回來影山 （）                                                                          | -                                              |        |
| 66     | 7月20日  | 春日真命苦 歡迎回來影山 （）                                                                          | -                                              |        |
| 67     | 7月27日  | 慶祝春日成為父親 來向人生的輩前學習如何培養理想的女兒 （）                                            | -                                              |        |
| 68     | 8月3日   | 慶祝春日成為父親 來向人生的輩前學習如何培養理想的女兒 （）                                            | -                                              |        |
| 69     | 8月10日  | 慶祝春日成為父親 來向人生的輩前學習如何培養理想的女兒 （）                                            | -                                              |        |
| 70     | 8月17日  | 日向川淳二的怪談之夜 （）                                                                             | -                                              |        |
| 71     | 8月24日  | 讓我們用溫暖的眼光來守護不認識事的小朋友們的“第一次”吧 （）                                           | -                                              |        |
| 72     | 8月31日  | 心機可愛有什麼錯嗎 第2回賣萌女王決定戰 （）                                                           | -                                              |        |
| 73     | 9月7日   | 心機可愛有什麼錯嗎 第2回賣萌女王決定戰 （）                                                           | -                                              |        |
| 74     | 9月14日  | 想讓你上鉤！想讓你著迷！想讓你聆聽！！祝！日向坂46 1st專輯成功祈願! 從海裡釣上值得祝賀的鯛魚吧！ （） | -                                              |        |
| 75     | 9月21日  | 想讓你上鉤！想讓你著迷！想讓你聆聽！！祝！日向坂46 1st專輯成功祈願! 從海裡釣上值得祝賀的鯛魚吧！ （） | -                                              |        |
| 76     | 9月28日  | 大家的特技不推不行 來對你的特技進行评定吧 （）                                                        | 《可愛小心機》                                 |        |
| 77     | 10月5日  | 大家的特技不推不行 來對你的特技進行评定吧 （）                                                        | 《See Through》                                |        |
| 78     | 10月12日 | 大家的特技不推不行 來對你的特技進行评定吧 （）                                                        | 《把這個夏天變成果醬吧》                       |        |
| 79     | 10月19日 | 春日俊彰的所澤友好樂園 （）                                                                           | 《為什麼說是下雨了啊？》                       |        |
| 80     | 10月26日 | 春日俊彰的所澤友好樂園 （）                                                                           | -                                              |        |
| 81     | 11月2日  | 前輩們在阻事!? 來揭穿三期生的真面目吧 （）                                                            | -                                              |        |
| 82     | 11月9日  | 前輩們在阻事!? 來揭穿三期生的真面目吧 （）                                                            | -                                              |        |
| 83     | 11月16日 | 通向大女優的道路 現在起就來磨練演技吧 （）                                                            | -                                              |        |
| 84     | 11月23日 | 通向大女優的道路 現在起就來磨練演技吧 （）                                                            | -                                              |        |
| 85     | 11月30日 | 目標工作大師 出演邀約到手了 （）                                                                      | -                                              |        |
| 86     | 12月7日  | 目標工作大師 出演邀約到手了 （）                                                                      | -                                              |        |
| 87     | 12月14日 | 是時候了！終於輪到我把ungirls田中弄得一塌糊塗吧！ （）                                                | -                                              |        |
| 88     | 12月21日 | 是時候了！終於輪到我把ungirls田中弄得一塌糊塗吧！ （）                                                | -                                              |        |
| 89     | 12月28日 | 是時候了！終於輪到我把ungirls田中弄得一塌糊塗吧！ （）                                                | -                                              |        |

| 2021年 | 2021年   | 2021年 | 2021年         | 2021年 |
| 集數   | 播放日   | 内容 | 演播室Live     |        |
| ------ | -------- | --- | -------------- | ------ |
| 90     | 1月11日  | 新春特別企劃 爭奪高級和牛 牛女對決 （）                                                                            | -              |        |
| 91     | 1月18日  | 新春特別企劃 爭奪高級和牛 牛女對決 （）                                                                            | -              |        |
| 92     | 1月25日  | 避免冷藏! 來繼續探索新三期生真實的一面吧 （）                                                                      | -              |        |
| 93     | 2月1日   | 這就是我的My Rule 進一步了解成員們的真實一面 （）                                                                  | -              |        |
| 94     | 2月8日   | 這就是我的My Rule 進一步了解成員們的真實一面 （）                                                                  | -              |        |
| 95     | 2月15日  | 情人節特別企劃 妄想心動不已朗讀會 （）                                                                             | -              |        |
| 96     | 2月22日  | 情人節特別企劃 妄想心動不已朗讀會 （）                                                                             | -              |        |
| 97     | 3月1日   | 日向坂46的繼續在藝能界中生存下去吧 （）                                                                            | -              |        |
| 98     | 3月8日   | 日向坂46的繼續在藝能界中生存下去吧 （）                                                                            | -              |        |
| 99     | 3月15日  | 春日俊彰呈獻 注意话题不要太夸张 高瀨愛奈的你这也太夸张了吧 （）                                                    | -              |        |
| 100    | 3月22日  | 有平假名愛的是誰 橫穿錄影棚設施 假名推女王決定戰 （）                                                              | -              |        |
| 101    | 3月29日  | 有平假名愛的是誰 橫穿錄影棚設施 假名推女王決定戰 （）                                                              | -              |        |
| 102    | 4月5日   | 目標是王道偶像節目 第3回企劃發表大會 （）                                                                          | -              |        |
| 103    | 4月12日  | 目標是王道偶像節目 第3回企劃發表大會 （）                                                                          | -              |        |
| 104    | 4月19日  | 注意話題不要太誇張 第2回 高瀨愛奈的你這也太誇張了吧 （） 第5張單曲陣位發表 （）                                    | -              |        |
| 105    | 4月26日  | 新三期生節目登場一周年 在下克上對決中留下自己的戰績吧 （）                                                         | -              |        |
| 106    | 5月3日   | 新三期生節目登場一周年 在下克上對決中留下自己的戰績吧 （）                                                         | -              |        |
| 107    | 5月10日  | 兒童之日特別紀念企劃 給那時的自己寫一封信吧 （）                                                                   | -              |        |
| 108    | 5月17日  | 日向坂46 第5張單曲「只有你最強」大賣祈願!! （）                                                                    | -              |        |
| 109    | 5月24日  | 日向坂46 第5張單曲「只有你最強」大賣祈願!! （）                                                                    | -              |        |
| 110    | 5月31日  | 日向坂46第5張單曲「只有你最強」MV 大家一起解說 （） 第5張單曲「只有你最強」大賣祈願！全員啦啦隊現場直播完結篇 （） | -              |        |
| 111    | 6月7日   | 注意話題不要太誇張 第3回 高瀨愛奈的你這也太誇張了吧 （）                                                           | 《只有你最強》 |        |
| 112    | 6月14日  | 跟著加藤史 用5分鐘就超好吃的簡單下廚錦標賽 （）                                                                    | -              |        |
| 113    | 6月21日  | 目標是成為一軍 The 單挑 （）                                                                                       | -              |        |
| 114    | 6月28日  | 目標是成為一軍 The 單挑 （）                                                                                       | -              |        |
| 115    | 7月5日   | 目標是成為一軍 The 單挑 （）                                                                                       | -              |        |
| 116    | 7月12日  | 如果是這個 我一定是第一 京子的各種排名 （）                                                                        | -              |        |
| 117    | 7月19日  | 給那時的自己寫一封信吧 歸來篇 （）                                                                                 | -              |        |
| 118    | 7月26日  | 因為在企劃間的過渡期…那來回顧千禧世代成年成員過去的20年吧 （）                                                     | -              |        |
| 119    | 8月2日   | 雖然時間有點過了… 來發表2021上半年的個人重大新聞吧 （）                                                            | -              |        |
| 120    | 8月9日   | 雖然時間有點過了… 來發表2021上半年的個人重大新聞吧 （）                                                            | -              |        |
| 121    | 8月16日  | 注意話題不要太誇張 第4回 高瀨愛奈的你這也太誇張了吧 （）                                                           | -              |        |
| 122    | 8月23日  | 來確定村外節目的稱呼吧 暱稱爭奪對決 （）                                                                           | -              |        |
| 123    | 8月30日  | 來確定村外節目的稱呼吧 暱稱爭奪對決 （）                                                                           | -              |        |
| 123    | 8月30日  | 第6張單曲陣位發表 （）                                                                                             | -              |        |
| 124    | 9月6日   | 來確定村外節目的稱呼吧 暱稱爭奪對決 （）                                                                           | -              |        |
| 125    | 9月13日  | 藝術之秋 日向坂博物館 （）                                                                                         | -              |        |
| 126    | 9月20日  | 藝術之秋 日向坂博物館 （）                                                                                         | -              |        |
| 127    | 9月27日  | 腦筋不轉彎女王決定戰 （）                                                                                          | -              |        |
| 128    | 10月4日  | 成員愛最強的究竟是誰 秋之GI 日向坂大賽馬 （）                                                                      | -              |        |
| 129    | 10月11日 | 成員愛最強的究竟是誰 秋之GI 日向坂大賽馬 （）                                                                      | -              |        |
| 130    | 10月18日 | 紀念6th單曲Center 話說 大家只能推美玖 （6枚目シングルセンター記念！ってか、みなさん美玖を推すしかない）                                                                         | -              |        |
| 131    | 10月25日 | 6单热卖活动 ｢话说｣全员一起来画巨型插画吧 （6枚目シングルヒットキャンペーン！）                                                                      | -              |        |
| 132    | 11月1日  | 大家一起来解读「话说」的MV吧 （「ってか」の MVをみんなで解説しましょう！）                                                                                  | -              |        |
| 133    | 11月8日  | 复活 名门日向坂野球部 （）                                                                                         | -              |        |
| 134    | 11月15日 | 复活 名门日向坂野球部 （）                                                                                         |                |        |

## 製作人員
- 企劃：秋元康
- 旁白：阿座上洋平
- 構成：町田裕章、安部裕之、あないかずひさ、清山智之
- SW：神尾淳
- CAM：羽鳥慎一郎
- 音声：谷口健二
- 照明：根建勝広
- タイトル：矢野雄一郎
- 美術：國母淳一
- 道具：畠山茂、石井一之介
- 电饰：下地邦弥
- 安排：安藤岳
- 化妝：野口美礼
- 音効：吉田達朗
- 編集：林芳宗
- MA：秋山栄美子
- 撮影協力：SWISH JAPAN、IMAGICA、プログレッツ、アートメイクトキ
- 美術協力：フジアール
- 協力：Y＆N Brothers
- AD：上岡瑞季、中村有希
- AP：星屋沙希、松ヶ平杏奈
- 導演：白野勝敏、関谷司、倉橋雄亮、大石橋健太
- 制作人：今野義雄、佐野弘明、梅崎陽、長尾真
- 制作協力：K-max
- 制作：Seed & Flower合同会社

## 外部連結
- 官方網頁 - 東京電視台 （日語）
- 在日向坂見面吧的X（前Twitter）